# Parabuthus starhai
Espèce
Parabuthus starhai est une espèce de scorpions de la famille des Buthidae.

## Distribution
Cette espèce est endémique du Pount en Somalie. Elle se rencontre vers Wadi Cuun.

## Description
Le mâle holotype mesure 90,29 mm et la femelle paratype 101,56 mm.

## Systématique et taxinomie
Cette espèce a été décrite par Kovařík en 2025.

## Étymologie
Cette espèce est nommée en l'honneur de Roman Štarha. 

## Publication originale
- Kovařík, 2025 : « Scorpions of the Horn of Africa (Arachnida: Scorpiones). Part XXXV. Parabuthus starhai sp. n. from Somalia (Puntland) (Buthidae). » Euscorpius, no 405, p. 1-10 (texte intégral).